# Anopsicus turrialba
Anopsicus turrialba is een spinnensoort uit de familie trilspinnen (Pholcidae). De soort komt voor in Costa Rica. 